# Щербинівська сільська рада
Щербинівська сільська рада — колишня адміністративно-територіальна одиниця та орган місцевого самоврядування у Черняхівському і Пулинському районах Волинської округи, Київської та Житомирської областей Української РСР з адміністративним центром у селі Щербини.

## Населені пункти
Сільській раді на час ліквідації були підпорядковані населені пункти:
- с. Щербини;
- х. Щербини.

## Населення
Кількість населення ради станом на 1923 рік становила 1 062 особи, кількість дворів — 239.

## Історія та адміністративний устрій
Створена 1923 року в складі с. Щербини та колонії Черемошня Пулинської волості Житомирського повіту Волинської губернії. 7 березня 1923 року включена до складу новоутвореного Черняхівського району Житомирської (згодом — Волинська) округи. 26 березня 1925 року в кол. Черемошня утворено окрему сільську раду. 28 вересня 1925 року Щербинівську сільську раду передано до складу Пулинського району Волинської округи, 3 червня 1930 року повернуто до складу Черняхівського району. З 1946 року в підпорядкуванні значився хутір Щербинівський (Щербини).
Станом на 1 вересня 1946 року сільська рада входила до складу Черняхівського району Житомирської області, на обліку в раді перебували с. Щербини та х. Щербини.
Ліквідована 11 серпня 1954 року, відповідно до указу Президії Верховної ради Української РСР «Про укрупнення сільських рад по Житомирській області», територію та населені пункти ради приєднано до складу Вільської сільської ради Черняхівського району Житомирської області.